# Medovina
Medovina, gvirc ili gverc je vino od meda. Uz medenu rakiju, medicu, vjerojato je jedno od najstarijih alkoholnih pića koje je čovjek konzumirao. Medovinu se dobiva fermentacijom otopine prirodnog meda koji bi, radi konačne boje pića, trebao biti što tamniji (medljika, kesten). Postupak je isti kao i kod proizvodnje vina od grožđa. Proizvodi se kao alkoholno piće, obično s 13 – 14 % alkohola, ali i bez alkohola. Količina alkohola ovisi o dužini i načinu vrenja medovine. Kvaliteta obje vrste ovisi o kvaliteti meda, postupku prilikom fermentacije i skladištenja kao i grožđu. 
Vrenje i zrenje medovine traje otprilike 3 mjeseca. Tijekom tog vremena odvaja se talog.

## Zanimljivosti
- Neizostavan je dio proštenja. Kaže se: nisi ni bil na prošćenju, ak nisi gvirc probal.[1]

## Vanjske poveznice
|  | Zajednički poslužitelj ima još gradiva o temi Medovina |

- Medena rakija - prastari tradicionalni prirodni napitak pcelarstvo.hr